# 니시카와 미와
니시카와 미와(일본어: 西川美和}}, 1974년 7월 8일 ~ )는 일본의 영화 감독이다. 히로시마시 아사미나미구 출신이다. 고레에다 히로카즈가 제작에 참가한 《뱀 딸기》 (2002년)로 데뷔했으며, 2003년 요코하마 영화제 각본상을 수상했다.

## 감독 작품
- 2002년 《뱀 딸기》
- 2006년 《유레루》
- 2009년 《우리 의사 선생님》
- 2012년 《꿈 파는 두 사람》
- 2016년 《아주 긴 변명》
- 2020년 《멋진 세계》